# Dicaeum eximium
Dicaeum eximium е вид птица от семейство Dicaeidae.

## Разпространение
Видът е разпространен в Папуа Нова Гвинея.